# Boutonniere (Blume)

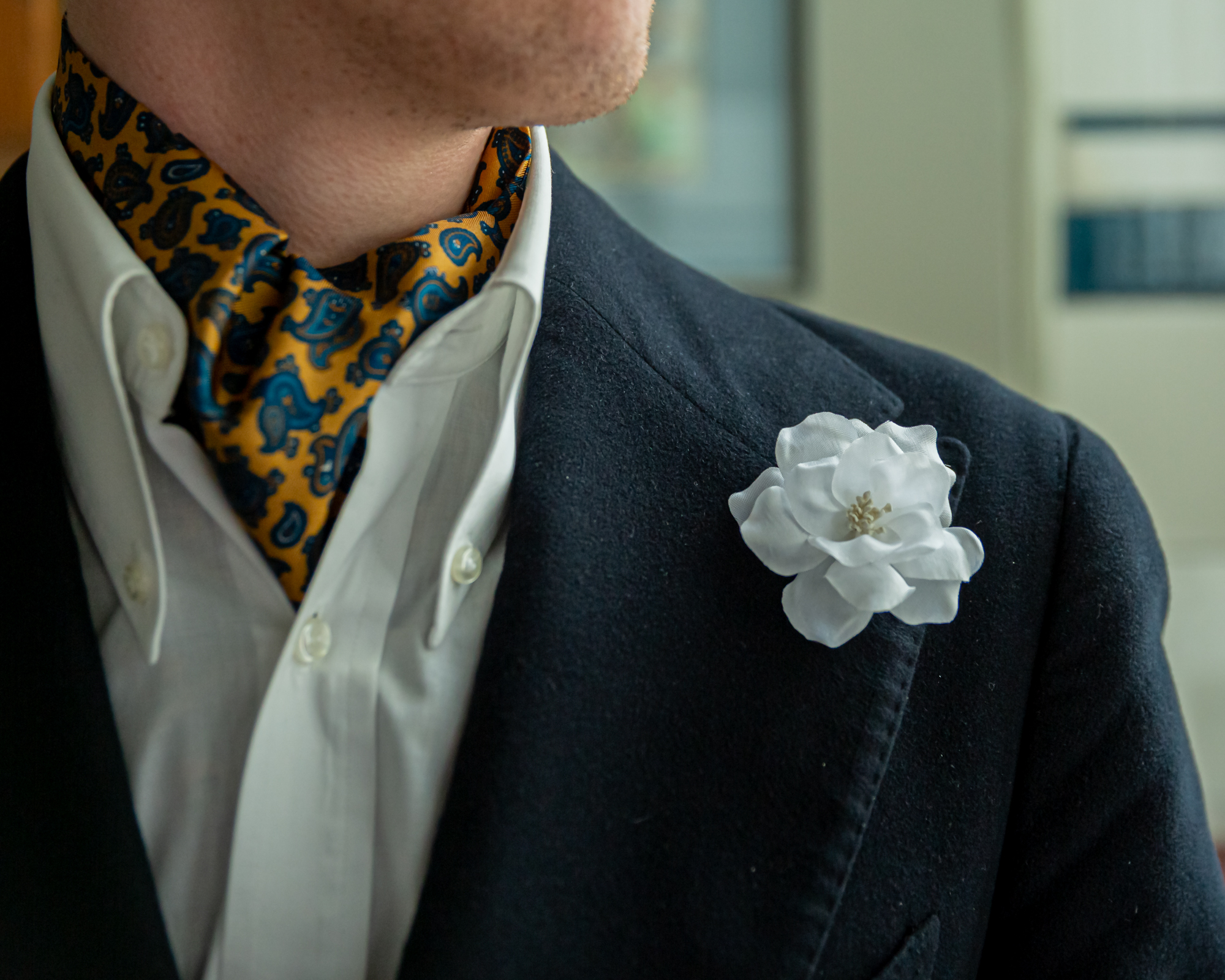
Weiße Gardenie als Boutonnière aus Seide

Eine Boutonnière (französisch boutonnière ‚Knopfloch‘) oder Knopflochblume ist eine im Knopfloch des Jackett-Revers getragene echte oder künstliche Blüte.

## Geschichte

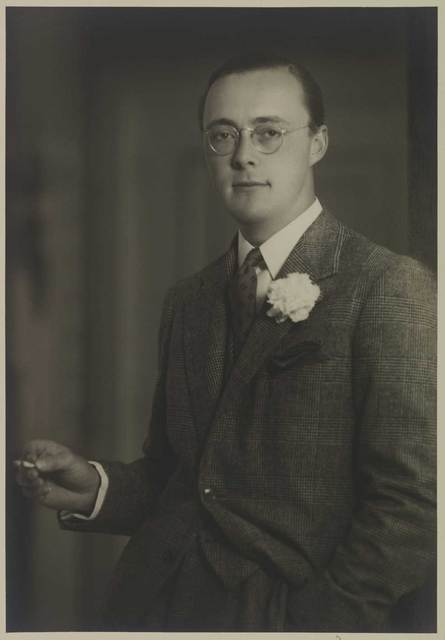
Prinz Bernhard der Niederlande mit Nelke im Knopfloch (1937)

Während der Rosenkriege im 15. Jahrhundert trugen die Ritter der rivalisierenden englischen Adelshäuser York und Lancaster weiße oder rote Nelken als Erkennungszeichen. In der Zeit der Französischen Revolution bestiegen Adlige das Schafott zu ihrer Hinrichtung oft mit einer roten Nelke im Knopfloch als Zeichen ihrer Unerschrockenheit. Auch später, während der Zeit der Arbeiterbewegung (etwa ab 1840), wurde bei Demonstrationen oder öffentlichen Versammlungen oft eine rote Nelke getragen, wenn das Mitführen von Fahnen verboten war. So konnten sich Sozialisten und Kommunisten an der roten Blüte erkennen.
Anfang des 19. Jahrhunderts diente den sogenannten Dandys die Boutonnière als Ausdruck ihres Müßiggangs. Im viktorianischen England waren kleine silberne Vasen populär, die ans Revers gesteckt wurden. Heute wird die Blume im Knopfloch von Männern nur noch vereinzelt als persönliches Markenzeichen oder – etwas häufiger – zu besonderen Festlichkeiten wie Hochzeiten oder Tanzveranstaltung getragen, bei Festlichkeiten oft in Form eines kleinen Blumengebindes.
Parallel zur Popularisierung der roten Nelke als Blume der Arbeiterbewegung wählten andere politische Strömungen im Österreich des 19. Jahrhunderts Blumen als Erkennungszeichen: Die aufstrebende Christdemokratie wählte die weiße Nelke, eine Marienblume. Die Deutschnationalen trugen die Kornblume, da diese Symbol für das preußische Deutsche Reich war. Bis in die heutige Zeit tragen Abgeordnete der Nachfolgeparteien diese oder ähnliche Blumen bei ihrer Angelobung.
An der Universität von Oxford ist es Tradition, dass Studenten während ihrer formellen Prüfungen eine Nelke im Knopfloch tragen. Die Farbe der Nelke gibt an, welche Prüfung gerade abgelegt wird. Bei der ersten Prüfung wird eine weiße Nelke, bei der nächsten wird eine rosa Nelke und bei der Abschlussprüfung wird eine rote Nelke getragen.
In Frankreich gilt das als Boutonnière getragene Bleuet de France („Kornblume Frankreichs“) als Symbol des Gedenkens an die Opfer des Krieges, insbesondere an die der beiden Weltkriege. In den Ländern des Commonwealth wird aus diesem Anlass eine rote Remembrance Poppy („Erinnerungs-Mohnblume“) im Knopfloch getragen.

## Material und Befestigung

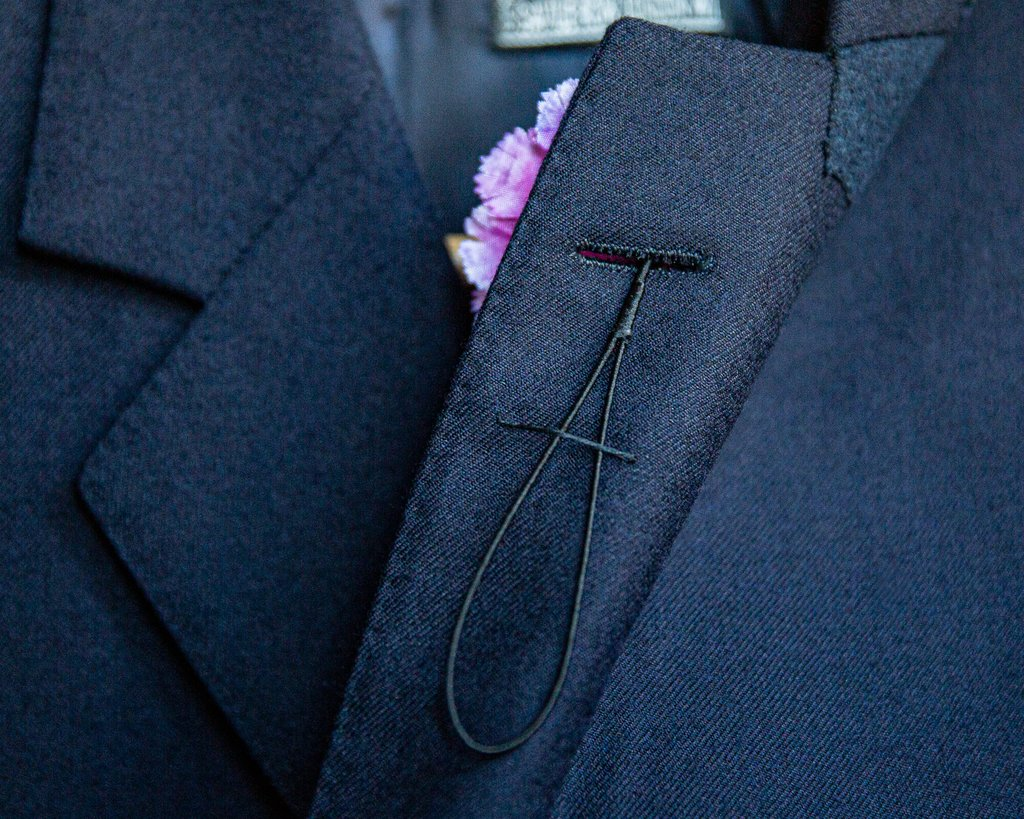
Befestigung einer seidenen Boutonnière am Revers

Neben natürlichen Blumen, die entweder einzeln ins Knopfloch gesteckt, als kleiner Strauß mit einer Nadel befestigt oder mittels einer kleinen Vase aus Glas oder Metall getragen werden, gibt es zahlreiche Arten von Kunstblumen. Diese werden zumeist traditionell aus Seide hergestellt. Weitere gebräuchliche Materialien: Filz, Wolle, Leder, Satin, Taft, Porzellan.
Mit zunehmender Ausbreitung der Prêt-à-porter auch bei Herren-Anzügen geriet das spezielle Knopfloch für die Boutonnière am Revers aus Kostengründen in Vergessenheit. Nur noch hochqualitative Hersteller und Schneider öffnen das Revers an der Stelle mit einem schmalen Schlitz anstelle eines normalen, meist nur aufgestickten Knopflochs. Bei hochwertigen Sakkos befindet sich auf der Rückseite des Revers unterhalb des Schlitzes zudem eine kleine Schlaufe, in die der Stängel gesteckt wird. An Sakkos ohne Revers-Knopfloch kann eine Blume angeheftet werden, dies wird jedoch als unschön angesehen und kann den Stoff beschädigen.

## Berühmte Träger

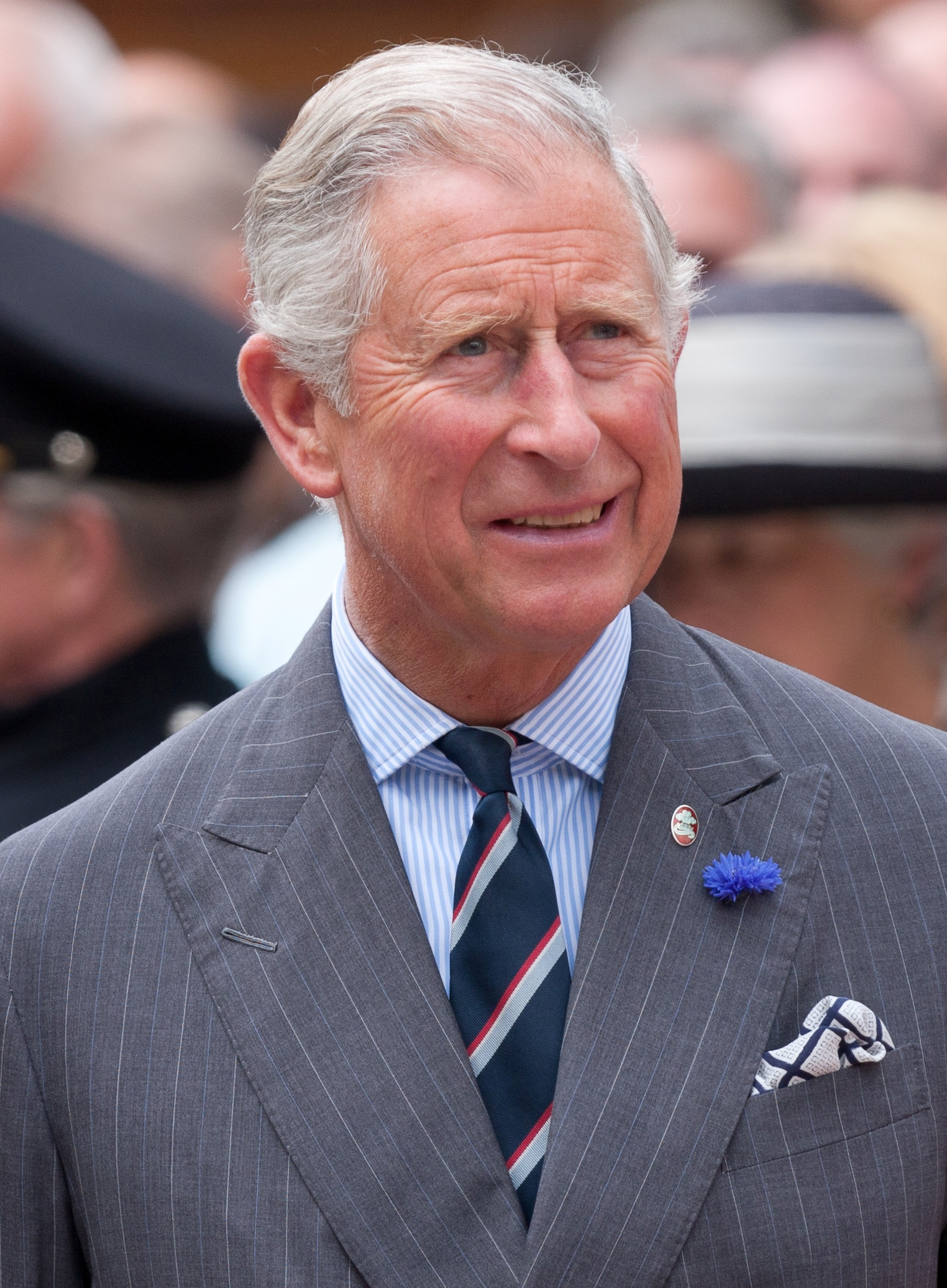
Charles III. mit Kornblume als Boutonnière (2012)

- Prinz Bernhard der Niederlande trug oft eine weiße Nelke
- Prince Philip, Duke of Edinburgh trug oft eine weiße Nelke
- Charles III. trägt häufig Boutonnière, oft eine Kornblume[13][14]
- Nelson Mandela
- Umberto Angeloni, ehemaliger Vorstand des Modeunternehmens Brioni[15]
- Amir Abbas Hoveyda trug jeden Tag eine frische Nelke
- Johannes von Thurn und Taxis[16]
- Fred Astaire trug zum Frack meist eine weiße Nelke
- Alex Mendhams Markenzeichen ist eine seidene Nelke am Frack oder Smoking
- David Suchet trug in seiner TV-Rolle als Hercule Poirot stets eine Boutonnière in einer kleinen Silbervase am Revers
- Sean Connery trug in seiner Rolle als James Bond im Film Goldfinger eine rote Nelke zum Smoking
- Beau Brummell trug allabendlich eine Rose[2]

## Weblinks

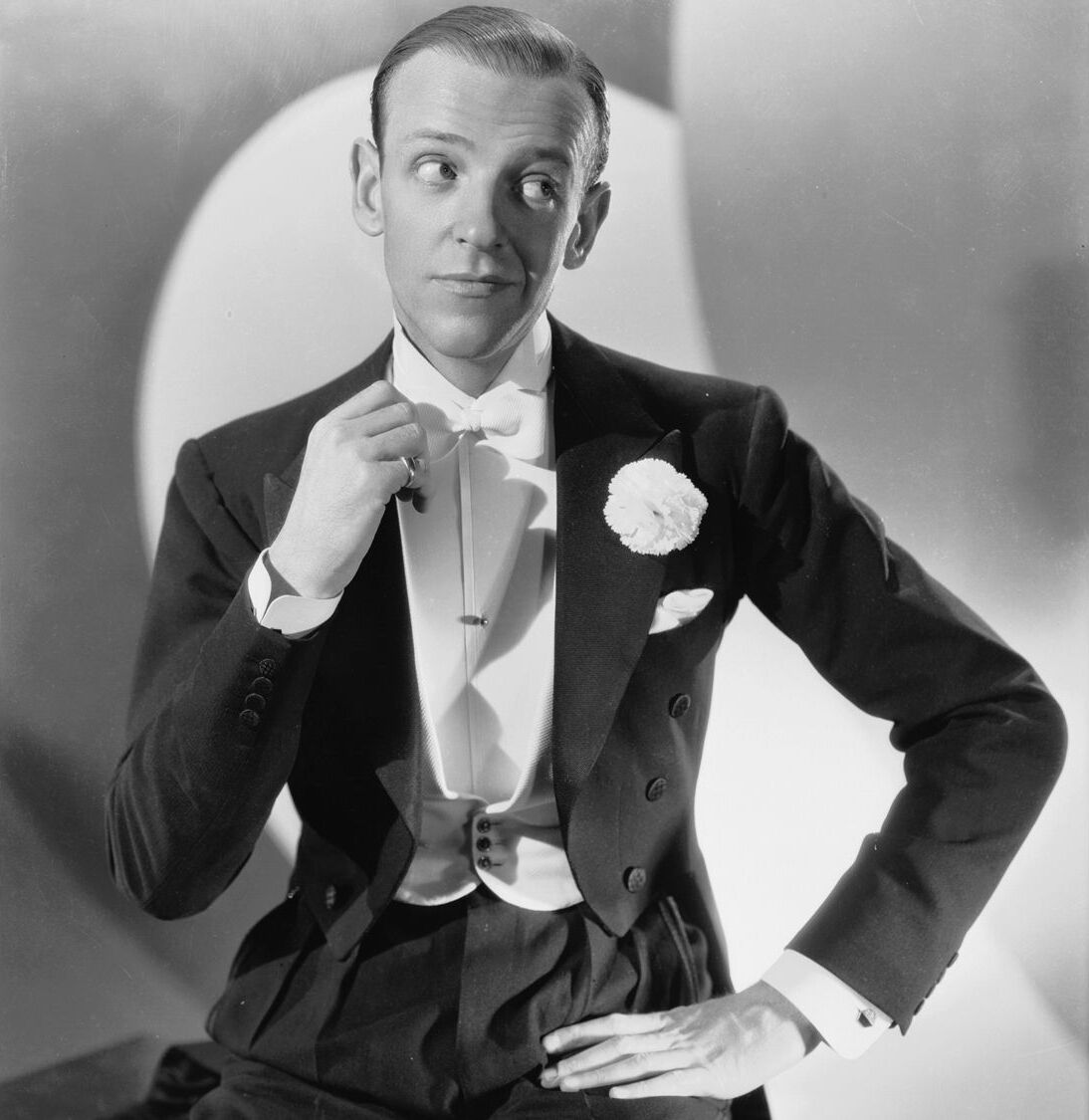
Fred Astaire mit weißer Nelke (1941)